# Rogatka (zapora drogowa)

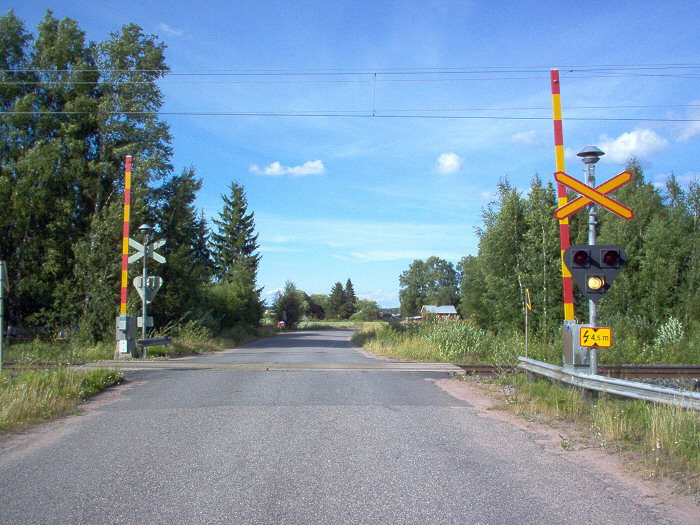
Rogatka kolejowa w Finlandii

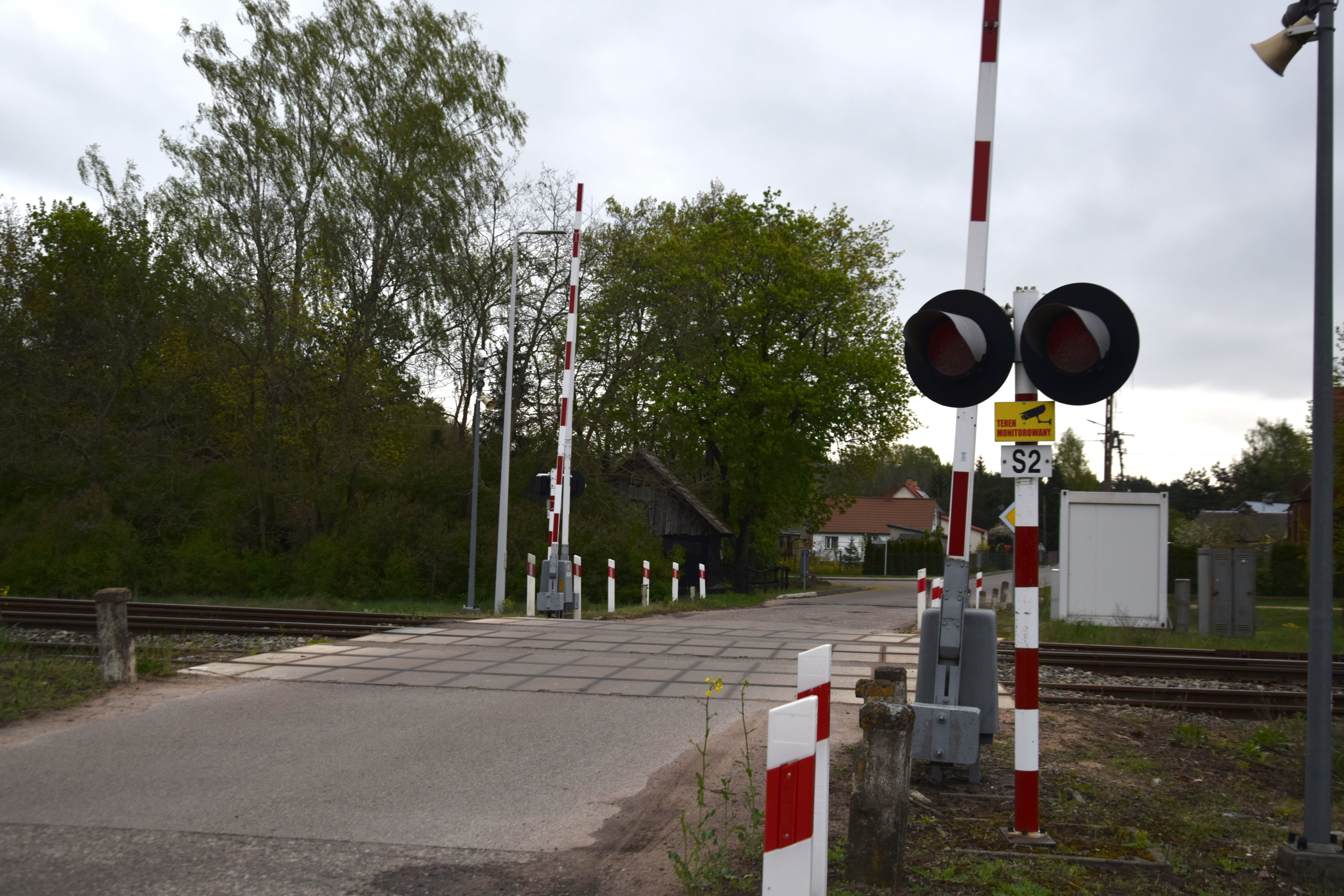
Przejazd kolejowo-drogowy wyposażony w rogatki.

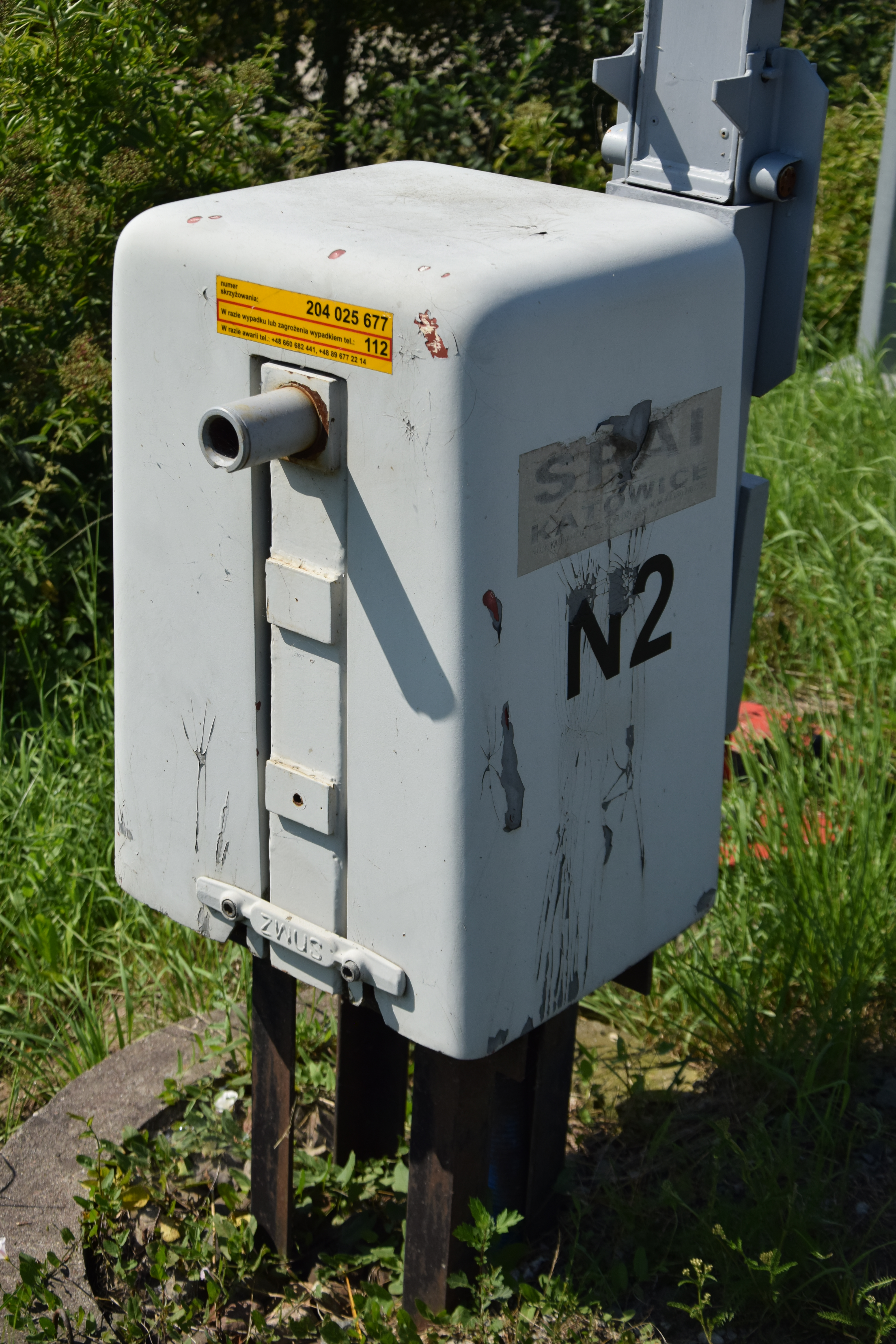
Przykładowy napęd rogatkowy.

Rogatka – zapora drogowa, najczęściej występująca jako zespół urządzeń złożony z napędu rogatkowego i drąga rogatkowego zamykający ruch drogowy na przejeździe kolejowo-drogowym lub przejściu.
Przejazd taki oznaczany jest w Europie charakterystycznym ostrzegawczym znakiem drogowym z symbolem odcinka płotu (wersja tego znaku używana w Polsce nosi oznaczenie A-9).
Również każde inne przegrodzenie drogi szlabanem nazywane bywa rogatką i oznaczane charakterystycznym znakiem zakazu (w Polsce oznaczenie B-32) w postaci białej tarczy z czerwonym obramowaniem, z grubą poziomą czarną linią pośrodku, nad i pod którą znajduje się napis (czasem dwujęzyczny) wyjaśniający, jaki rodzaj rogatki znajduje się za znakiem; najczęściej spotykane to: cło/zoll (na granicach państwowych) i pobór opłat (przed płatnymi odcinkami dróg). Spotyka się też czasem znak B-32 z napisem rogatka uszkodzona, ustawiany przez pracowników kolei na tych przejazdach kolejowo-drogowych, na których z różnych przyczyn szlabany są uszkodzone.
|  |  |  |
|  |  |  |